# Municipio de McNeely
El municipio de McNeely (en inglés: McNeely Township) es un municipio ubicado en el condado de Tripp en el estado estadounidense de Dakota del Sur. En el año 2010 tenía una población de 52 habitantes y una densidad poblacional de 0,56 personas por km².

## Geografía
El municipio de McNeely se encuentra ubicado en las coordenadas 43°12′19″N 99°49′14″O / 43.20528, -99.82056. Según la Oficina del Censo de los Estados Unidos, el municipio tiene una superficie total de 93.09 km², de la cual 92,92 km² corresponden a tierra firme y (0,18 %) 0,17 km² es agua.

## Demografía
Según el censo de 2010, había 52 personas residiendo en el municipio de McNeely. La densidad de población era de 0,56 hab./km². De los 52 habitantes, el municipio de McNeely estaba compuesto por el 100 % blancos. Del total de la población el 0 % eran hispanos o latinos de cualquier raza.